# Lema de Kalman–Yakubovich–Popov
O lema de Kalman–Yakubovich–Popov é um resultado da análise de sistemas e da teoria de controle que afirma: Dado um número {\displaystyle \gamma >0}, dois n-vetores B, C e uma n x n matriz de Hurwitz A, se o par {\displaystyle (A,B)} é completamente controlável, então uma matriz simétrica P e um vetor Q satisfazendo
{\displaystyle A^{T}P+PA=-QQ^{T}}
{\displaystyle PB-C={\sqrt {\gamma }}Q}
existe se e somente se
{\displaystyle \gamma +2Re[C^{T}(j\omega I-A)^{-1}B]\geq 0}
Além disso, o conjunto {\displaystyle \{x:x^{T}Px=0\}} é o subespaço não observável para o par {\displaystyle (C,A)}.
O lema pode ser visto como uma generalização da equação de Lyapunov na teoria da estabilidade. Estabelece uma relação entre uma desigualdade matricial linear envolvendo as construções do espaço de estados A, B, C e uma condição no domínio da frequência.
O lema de Kalman–Popov–Yakubovich foi formulado e provado pela primeira vez em 1962 por Vladimir Andreevich Yakubovich, onde foi afirmado para a desigualdade estrita de frequência. O caso da desigualdade de frequência não estrita foi publicado em 1963 por Rudolf E. Kálmán. Nesse artigo também foi estabelecida a relação com a solubilidade das equações de Lur’e. Ambos os artigos consideraram sistemas de entrada escalar. A restrição na dimensionalidade do controle foi removida em 1964 por Gantmakher e Yakubovich  e independentemente por Vasile Mihai Popov.  Extensas revisões do tópico podem ser encontradas em e no Capítulo 3 de.

## Lema multivariável de Kalman–Yakubovich–Popov
Dado {\displaystyle A\in \mathbb {R} ^{n\times n},B\in \mathbb {R} ^{n\times m},M=M^{T}\in \mathbb {R} ^{(n+m)\times (n+m)}} com {\displaystyle \det(j\omega I-A)\neq 0} para todo {\displaystyle \omega \in \mathbb {R} } e {\displaystyle (A,B)} controlável, os seguintes são equivalentes:
1. para todo {\displaystyle \omega \in \mathbb {R} \cup \{\infty \}}
{\displaystyle \left[{\begin{matrix}(j\omega I-A)^{-1}B\\I\end{matrix}}\right]^{*}M\left[{\begin{matrix}(j\omega I-A)^{-1}B\\I\end{matrix}}\right]\leq 0}
2. existe uma matriz {\displaystyle P\in \mathbb {R} ^{n\times n}} de tal modo que {\displaystyle P=P^{T}} e 
{\displaystyle M+\left[{\begin{matrix}A^{T}P+PA&PB\\B^{T}P&0\end{matrix}}\right]\leq 0.}

A equivalência correspondente para desigualdades estritas é válida mesmo que {\displaystyle (A,B)} não seja controlável.